# ŠK Partizan Belgrad
Šahovski klub Partizan – serbski klub szachowy z Belgradu.

## Historia
Szachowa sekcja Partizana Belgrad została założona w 1947 roku. Członkami klubu byli m.in. Svetozar Gligorić, Aleksandar Matanović, Milan Matulović, Petar Trifunović, Borislav Ivkov i Vladimir Raičević. W latach 1954–1956 Partizan zostawał nieoficjalnym mistrzem Europy. 24 razy klub zdobył mistrzostwo kraju (1947, 1949, 1952, 1954, 1955, 1956, 1960, 1961, 1962, 1963, 1964, 1965, 1969, 1971, 1972, 1973, 1974, 1978, 1979, 1980, 1989. 1995 – mężczyźni, 1996 – kobiety, 2006 – mężczyźni), a także 19 razy puchar kraju.
Partizan Belgrad ponadto siedmiokrotnie uczestniczył w Klubowym Pucharze Europy.